# Аленвил (Мисури)
Аленвил (енгл. Allenville) град је у америчкој савезној држави Мисури.

## Демографија
По попису из 2010. године број становника је 116, што је 12 (11,5%) становника више него 2000. године.
| Група             | 2000.        | 2010.       |
| Белци             | 104 (100,0%) | 115 (99,1%) |
| Афроамериканци    | 0 (0,0%)     | 0 (0,0%)    |
| Азијати           | 0 (0,0%)     | 0 (0,0%)    |
| Хиспаноамериканци | 0 (0,0%)     | 0 (0,0%)    |
| Укупно            | 104          | 116         |